# پیپراسیلین
پیپراسیلین (به انگلیسی: Piperacillin)
رده درمانی: آنتی‌بیوتیک‌های بتالاکتام
اشکال دارویی: آمپول تزریق داخل عروقی یا عضلانی
پیپراسیلین یک آنتی بیوتیک بتالاکتام وسیع الطیف از خانواده یورئیدو پنی‌سیلین (به انگلیسی: ureidopenicillin) است. این آنتی بیوتیک به‌طور معمول همراه با یک مهار کننده بتالاکتاماز (به‌طور معمول به شکل پیپراسیلین/تازوباکتام) مصرف می‌شود.

## موارد مصرف
پیپراسیلین اصولاً آنتی‌بیوتیک وسیع الطیفی است که جهت درمان بیماریهای عفونت‌هایی مانند سودوموناس آئروژینوزا مصرف می‌شود.از این دارو برای درمان عفونت‌های تنفسی، پوست، دستگاه ادراری و استخوان، سوزاک و پنومونی استفاده می‌شود. پیپراسیلین بر کوکسی‌های گرم مثبت (استافیلوکوک اورئوس، استرپتوکوک پیوژنز، استرپتوکوک ویریدانس، استرپتوکوک فکالیس، استرپتوکوک بویس و استرپتوکوک پنومونیه) و کوکسی‌های گرم منفی (نایسریاگنوره‌آ و نایسریامننژیتیدیس) و باسیل‌های گرم مثبت (کلستریدیوم پرفرینژنس، کلستریدیوم تتانی) و باسیل‌های گرم منفی (باکتروئیدس، فوزوباکتریوم نوکلئاتوم، اشرشیاکلی، کلبسیلا، پروتئوس میرابیلیس، پروتئوس ولگاریس، مورگانلا مورگانی، انتروباکتر، سیتروباکتر، سودوموناس آئروژینوزا، سراشیا، اسینتوباکتر، پپتوکوک، پپتواسترپتوکوک و یوباکتریوم)تأثیر دارد.

## مکانیسم اثر
پیپراسیلین مانند سایر داروهای بتالاکتام در ساخت دیواره سلولی ارگانیسم‌های حساس تداخل می‌کند. در نتیجه، دیواره سلولی به‌علت عدم ثبات اسمزی ناشی از فشار اسمزی، متورم شده و از بین می‌رود.

## عوارض جانبی
- خونی: آنمی، افزایش زمان سیلان، مهار فعالیت مغز استخوان.
- گوارشی: تهوع، استفراغ، اسهال، افزایش آنزیم های کبدی مانند ALT,AST، درد شکم، گلوسیت، کولیت.
- ادراری‌تناسلی: اولیگوری، پروتئینوری، هماچوری، واژینیت، مونیلیاز، گلومرولونفریت.
- دستگاه عصبی مرکزی: بی‌حالی، توهم، اضطراب، افسردگی، پرش، اغماء، تشنج.
- متابولیک: هیپوکالمی، هیپوناترمی.